# Bersone
Bersone este o comună din provincia Trento, regiunea Trentino-Alto Adige, Italia, cu o populație de 282 de locuitori și o suprafață de 9.78 km².

## Demografie
Format:Demografia/Bersone